# Sam Browne
Sir Samuel James Browne (Barrackpur, 3 ottobre 1824 – Ryde, 14 marzo 1901) è stato un generale britannico, inventore del cinturone da uniforme omonimo.

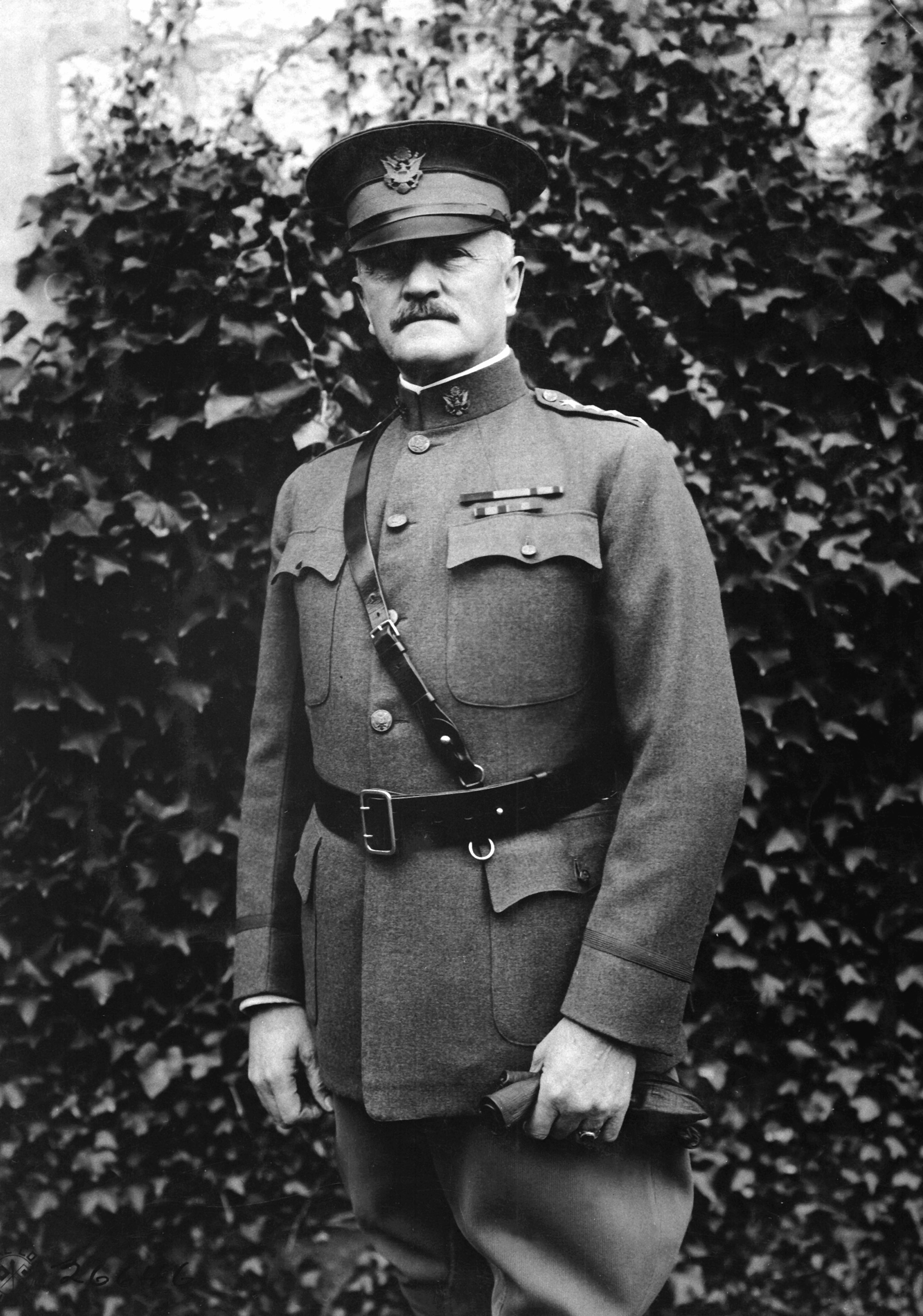
Il generale John Pershing ripreso mentre indossa una cintura Sam Browne.

Durante una battaglia in India (Seerporah) il 31 agosto 1858 perse il braccio sinistro tranciato da una sciabolata. Inventò quindi una cintura da portare in vita e sorretta da una cinghia passante a cavallo della spalla, che facilitava l'estrazione della pistola dalla fondina con l'arto rimanente.
Il modello Sam Browne è stato adottato da vari eserciti nel secolo scorso ed è ancora in uso in molti corpi militari e di polizia.

## Onorificenze
È stato insignito di: Victoria Cross, Ordine del Bagno e Order of the Star of India.